# Корнелля Андрій
Андрі́й Корне́лля (1867, Борщів — 19 лютого 1934, Львів) — український вчений-агроном, громадський діяч; член НТШ (1900).

## Життєпис
Навчався у Львівській політехніці. Працював у львівському Меліораційному бюро. Згодом продовжив навчання у Господарській високій школі в Берліні — спеціалізувався з меліорації торфових ґрунтів.
Повернувшись у Галичину, працював в товаристві «Сільський господар», викладав на Вищих господарських курсах у Львові. 1900 року виступив із пропозицією заснувати секцію інженерів при НТШ (реалізовано 1929 року, а саме — створено науково-технічну комісію НТШ).
Засновник Українського технічного товариства у Львові; у 1917—1918 та 1928 роках — його голова; від 1913–го — почесний член.
Відпідальний редактор друкованого органу УТТ — журналу «Технічні Вісті» (від 1923 року). Є автором низки статей з меліорації та ґрунтознавства у видавництвах «Господарська часопись», «Сільський господар», «Економіст», підручників з агрономії, меліорації, дослідження торфовищ; залишив спогади про Товариство.
Член Політехнічного товариства у Львові, Німнцького культурно-технічного товариства у Бреслау, Воєвідської ради з поправи рільничого устрою, Наукового інституту меліорації у Варшаві, почесний член крайового товариства «Сільський господар» (та голова технічно-меліораційної комісії), член Ради та голова львівського парцеляційного товариства «Земля», голова Крайового меліораційного союзу господарських спілок Львова, президент крайового союзу господарських спілок «Центросоюз».
Серед робіт:
- «Analiza mechaniczna ziemi w laboratorium krajowego biura melioracyjnego we Lwowie», 1901
- «О меліорациях», 1905
- «Спілки меліорацийні: (поліпшеня землі)», 1907
- «O karnych zakładach rolniczych dla przestępców i użycie więźni przy robotach kultury krajowej», 1909
- «O drenowaniu: podręcznik dla wszystkich właścicieli rolnych, agronomów, dozorców meljoracyjnych i spółek wodnych», 1927
- «Sprawa użytkowania torfowisk w Polsce i za granicą», 1929
- «Ubezpieczenie przeciw powodziom», 1929
- «Meljoracija gruntow torfowych», 1934.